# Договір між Естонською Демократичною Республікою та Українською Соціалістичною Радянською Республікою
Договір між Естонською Демократичною Республікою та Українською Радянською Соціалістичною Республікою (ест. Leping Eesti Demokraatliku Vabariigi ja Ukraina Sotsialistliku Nõukogude Vabariigi vahel) — міжнародний договір, укладений у Москві 25 листопада 1921 року між Естонією та Радянською Україною.

## Передумови
Оскільки до утворення Радянського Союзу Україна була де-юре незалежною державою (УСРР), то Естонія підписала з нею окремий договір, оскільки Тартуський, укладений між Естонією та РРФСР після завершення Естонської визвольної війни, на Україну де-юре не поширювався.

## Переговори
Спочатку українсько-естонські переговори мали відбутися в Ризі, проте згодом їх вирішили провести у Москві. На думку російського керівництва, цьому мав сприяти укладений 2 лютого 1920 року російсько-естонський Тартуський договір, а сама українсько-естонська угода мала протидіяти, на їхню думку, польському впливові. У червні — жовтні 1921 року узгоджувався порядок денний майбутніх переговорів у Москві. Естонський уряд пропонував спершу укласти «репатріаційну угоду», а Раднарком УСРР — політичну. Щоб «дотиснути» естонську сторону, 30 червня Християн Раковський, голова Раднаркому, звернувся до естонців, які перебували в Україні, що їм не нададуть статус іноземців і що до них застосовуватиметься радянське законодавство, в тому числі, в аспекті призову на військову службу.
Переговори розпочалися 14 жовтня 1921 року. За перші дні переговорів представники сторін (Тиніс Варес, Фердинанд Вельнер за Естонію та Юрій Коцюбинський — за Українську СРР) погодили преамбулу та статті I, II, III, V, XIV майбутнього договору. Під час засідань 18 та 21 жовтня Раднарком УСРР погодився на репатріацію естонців, повернення частини майна, вивезеного з Естонії до України під час Першої світової війни. 24 та 27 жовтня сторони погодили порядок оптації та вивезення майна осіб, які отримали відповідно до договору українське або естонське громадянство.
Договір складався з 18 статей і створений у трьох екземплярах — естонською, українською та російською мовами.
Договір був ратифікований Рійгікогу (естонським парламентом) 16 грудня 1921 року і був опублікований в урядовій газеті «Riigi Teataja».
До угоди додано «Договір між Естонською Демократичною Республікою та Українською Радянською Соціалістичною Республікою про порядок оптацій громадянства», «Правила вивезення майна осіб, які оптують українське (естонське) громадянство», укладені того ж дня. Згодом також було укладено «Додатковий протокол до статті XVI Договору між УСРР і Естонією» (27 травня 1922), «Додатковий протокол до Договору між УСРР і Естонією» (18 грудня 1922) і «Санітарну конвенцію» (25 червня 1923).

## Зміст
Згідно зі статтею I договору, держави-підписанти, «створені волею своїх народів», визнають одне одного незалежними і суверенними державами.
Згідно зі статтею II, Естонія та Україна, які належали до земель Російської імперії, не мають жодних взаємних зобов'язань стосовно цього.
Згідно зі статтею III, сторони зобов'язуються вживати заходів, щоб запобігати перебування на території держави груп осіб, зброї, військової техніки тощо, яка повинна бути використана проти іншої сторони договору (повалення уряду, ведення війни тощо).
Згідно зі статтею IV, обидві сторони зобов'язуються взаємно визнавати й шанувати прапор та герб обох держав.
Згідно зі статтею V, у випадку визнання міжнародного нейтралітету Естонії, Україна зі свого боку зобов'язується його дотримуватися.
Згідно зі статтею VI, протягом одного року після ратифікації договору особи естонського походження в Україні, що досягли 18-ти років, мають право отримати естонське громадянство і так само українці в Естонії — отримати українське громадянство. Процедура виконання цих дій викладена в окремому договорі.
Згідно зі статтею VII, обидві сторони взаємно зобов'язуються повернути одне одному архіви, книгозбірні тощо, евакуйовані під час світової війни на територію відповідної держави.
Згідно зі статтею VIII, естонці в Україні та українці в Естонії користуватимуться тими ж правами, що й іноземці з «дружніх держав», відповідно до законів відповідної держави.
Згідно зі статтею IX, уряд УСРР надає естонцям — власникам ненаціоналізованих підприємств право керувати ними, ліквідувати їх або евакуювати їх за власний кошт.
Згідно зі статтею X, уряд УСРР зобов'язується розрахуватися з урядом Естонії щодо всіх реквізицій, здійснених у естонців в Україні радянськими органами влади, окрім реквізицій, здійснених відповідно до декретів та постанов уряду УСРР.
Згідно зі статтею XI, рухоме майно громадянина держави-підписанта після його смерті переходить у власність дипломатичного представництва цієї держави, а потім його доля визначається за законами батьківщини померлої особи.
Згідно зі статтею XII, сторони одразу ж після ратифікації договору зобов'язуються укласти торговельну та транзитну угоди і поштово-телеграфну конвенцію.
Стаття XIII визначає умови, що стануть основою для майбутнього торговельного договору.
Стаття XIV передбачає взаємне створення дипломатичних представництв у державах-підписантах одразу після ратифікації договору.
Стаття XV гарантує особам, що набули громадянство держави-підписанта за умовами статті VI та вчинили до підписання договору правопорушення, амністію, а ті, що вчинили злочини, мають бути видані на вимогу уряду разом із судовими матеріалами справи.
Стаття XVI передбачає, що розв'язання питань «публічно правної й приватно-правної природи» між громадянами держав-підписантів відбувається за участі Особливої Мішаної Комісії.
Стаття XVII передбачає, що договір складений естонською, українською та російською мовами.
Стаття XVIII передбачає, що договір має бути ратифікований у місячний термін, а обмін ратифікаційними грамотами має відбутися у Москві. Крім того, всюди, де в договорі згадується ратифікація, йдеться саме про обмін ратифікаційними грамотами.